# Simson och Delila (Saint-Saëns)

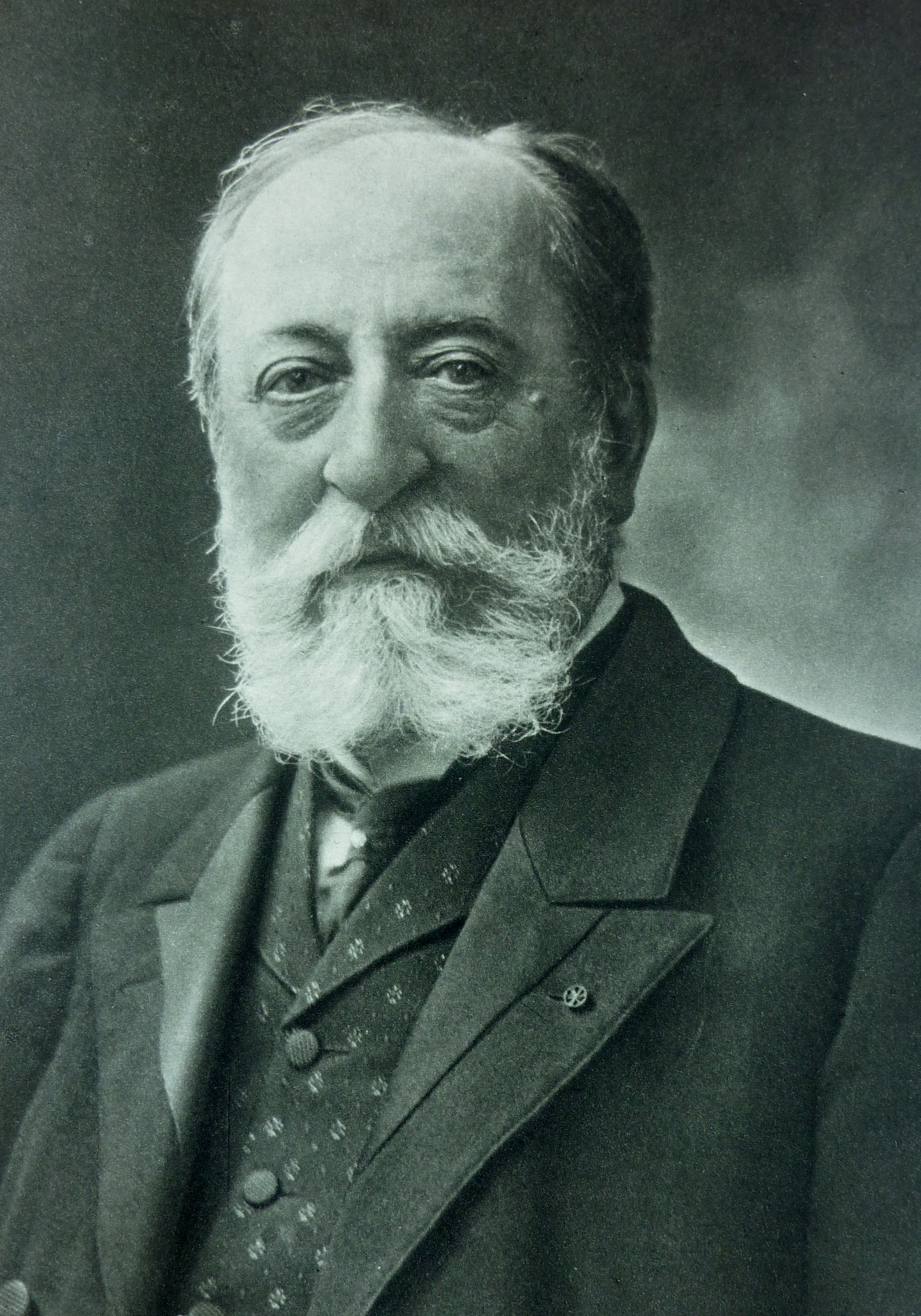
Camille Saint-Saëns

Simson och Delila (franska: Samson et Dalila) är en fransk opera i tre akter och fyra tablåer med musik av Camille Saint-Saëns (Op. 47) och med libretto av Ferdinand Lemaire efter Domarboken 14-16 i Bibeln.

## Historia
Saint-Saëns blev tidigt erkänd som symfoniker, medan däremot hans sceniska verk gång på gång refuserades vid Stora Operan i Paris.
Då Saint-Saëns började intressera sig för historien om Simson och Delila var det först ett oratorium han tänkte sig, men han lät sig övertalas av librettisten Lemaire att använda stoffet till en opera. Saint-Saëns var osäker på om materialet lämpade sig för en opera och lade flera gånger arbetet åt sidan, och det blev Franz Liszt som uppmuntrade honom att fullborda verket. Operan uruppfördes i tysk översättning (Samson und Dalila) på Hoftheater i Weimar den 2 december 1877 med Liszt som dirigent. Saint-Saëns bearbetade och utökade den efter uruppförandet och det skulle dröja 13 år innan operan uppfördes i Frankrike den 3 mars 1890 på Théâtre des Arts in Rouen. Samma år spelades den även på Éden-Théâtre i Paris och under de två följande åren på flera teatrar i Frankrike. Operans popularitet växte med flera uppsättningar i USA och Italien 1892 och i London året därpå och den ingår numera i operahusens standardrepertoar. 
Den svenska premiären ägde rum på Stockholmsoperan den 11 februari 1903 och den iscensattes åter med premiär den 28 januari 1921.
Isaac Grünewald komponerade de orientaliska kostymerna och scenbilderna till uppsättningen 1921, den första modernistiska scenografin av svenskt märke, utskälld i pressen men en av Operans största publiksuccéer, spelad i omgångar ända fram till 1956. Den sattes upp på Folkoperan med premiär den 4 oktober 1991.

## Roller
- Simson, hebreisk härförare (tenor)
- Delila (mezzosopran)
- Översteprästen i Dagons tempel (baryton)
- Abimelek (bas)
- Den gamle hebrén (bas)
- Filistéernas sändebud (tenor)
- Två filistéer (tenor, bas)
- Filistéer, hebréer, präster, tempeltjänare, furstar och krigare (kör)

## Handling
Palestina, andra årtusendet f.Kr.
Akt I

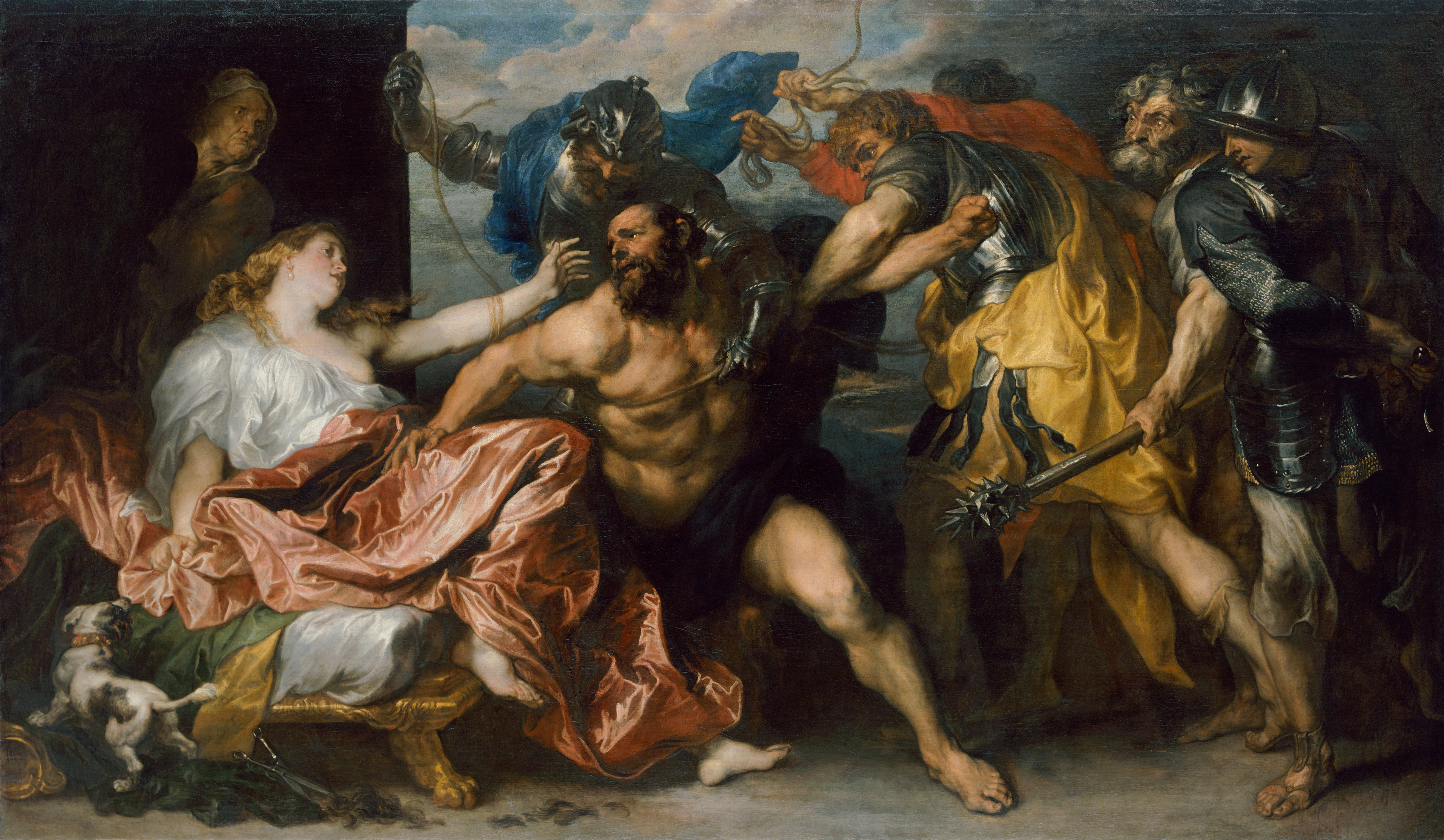
Simson och Delila. Målning av Anthonis van Dyck.

I Gaza förtrycks israeliterna av filistéerna men gör under Simsons ledning uppror. Satrapen Abimelek dräps av Simson och översteprästen tvingas fly. Simson blir nu förälskad i den sköna filistékvinnan Delila. Hon lockar honom att kröna israeliternas seger med kärlekens fröjder.
Akt II
Delila väntar på Simson. Hon upplyser översteprästen om att hennes kärlek endast är ett bedrägeri för att hon skall kunna hämnas på sitt folks fiende. Delila lyckas förföra Simson ("Mon coeur s'ouvre à ta voix") och får honom därigenom att förråda att det är hans hår som är hemligheten bakom hans krafter. När hon klipper av honom håret blir han hjälplöst utlämnad åt sina fiender.
Akt III
Simson, som ligger fjättrad och bländad i en fängelsehåla, hör klagoropen från sitt på nytt underkuvade folk. Filistéerna firar segern. Även Simson förs upp till templet, där han hånas av sina fiender, bland dem Delila. Simson ber Gud om nåd och förbarmande, återvinner sina krafter och får templet att störta samman. Han dör tillsammans med sina fiender.

## Inspelningar (urval)
- Samson et Dalila. Royal Swedish Opera archives ; 3. Stockholm: Caprice records. 2004. Libris 9432835
- Samson et Dalila. Placido Domingo,  Shirley Verrett. San Francisco Opera. Julius Rudel, dirigent. Arthaus DVD 100 202.
- Samson et Dalila. Placido Domingo, Meier. Kör och orkester från L'Opéra-Bastille. Myung-Whun Chung, dirigent. EMI 5 09185-2. 2 CD.[4]